# Steven Greenberg
Steven Greenberg (1956 -) es un escritor y teólogo estadounidense, el primer rabino ortodoxo en anunciar su homosexualidad al tiempo que reivindica su adhesión al judaísmo ortodoxo. Dada la postura del judaísmo ortodoxo sobre la homosexualidad, Greenberg ha devenido un foco tanto para las críticas y como para las alabanzas, así como un símbolo para el movimiento gay judío. Greenberg vive junto a su pareja en Cincinnati.

## Formación y carrera
Greenberg obtuvo un título de grado en Filosofía por la Universidad Yeshiva de Nueva York, y fue ordenado rabino en 1983 por el Seminario Teológico Rabbi Isaac Elchanan de la misma universidad. Desde 1985 es educador senior para el CLAL (National Jewish Center for Learning and Leadership), un think tank judío, instituto de entrenamiento para el liderazgo y centro de recursos.
En 1996 recibió una beca para estudiar durante dos años en Jerusalén temas de política educacional e investigar las actitudes bíblicas y rabínicas sobre la sexualidad. En Jerusalén conoció al cineasta Sandi Simcha DuBowski, que iniciaba el rodaje de su premiado documental Trembling Before G-d, con el que inició una colaboración.
Tras colaborar en Israel con un grupo de activistas gay en la fundación del Jerusalem Open House, el primer centro comunitario gay y lésbico, Greenberg retornó a Estados Unidos en marzo de 1999, efectuando su salida pública del armario como primer rabino ortodoxo abiertamente gay. Desde entonces, Greenberg se ha convertido en un defensor público de acabar con el silencio entre la comunidad ortodoxa judía al respecto de la homosexualidad.
En noviembre de 2003, Dubowski y Greenberg se asociaron con la terapeuta Naomi Mark para organizar la primera Conferencia de salud mental ortodoxa sobre homosexualidad. La Conferencia reunió por primera vez a terapeutas ortodoxos de Estados Unidos para resolver las cuestiones que enfrentan sus clientes gais y lesbianas y sus familias.
En 2004 publicó su primer libro, Wrestling with God and Men: Homosexuality in the Jewish Tradition, en el que refleja diez años de investigación y pensamiento sobre homosexualidad y judaísmo.